# Campionato europeo maschile under 17 di calcio 2011
Il campionato europeo di calcio Under-17 2011 è la decima edizione del campionato europeo di calcio Under-17, dopo la rinominazione del torneo originale Under-16, avvenuta nel 2001.
Il torneo si è svolto in Serbia, tra il 3 e il 15 maggio 2011, ed è stato vinto dai Paesi Bassi che hanno battuto in finale la Germania per 5-2.

## Squadre partecipanti
- Danimarca
- Francia
- Germania
- Inghilterra
- Paesi Bassi
- Rep. Ceca
- Romania
- Serbia (Paese organizzatore)

## Fase a gironi
|  | Qualificata alle semifinali e alla Coppa del Mondo Under-17 2011 |
|  | Qualificata alla Coppa del Mondo Under-17 2011                   |
|  | Eliminata                                                        |

### Gruppo A
| squadra     | P.ti | G | V | N | P | GF | GS | DR |
| ----------- | ---- | - | - | - | - | -- | -- | -- |
| Danimarca   | 9    | 3 | 3 | 0 | 0 | 6  | 2  | +4 |
| Inghilterra | 4    | 3 | 1 | 1 | 1 | 5  | 4  | +1 |
| Francia     | 2    | 3 | 0 | 2 | 1 | 3  | 4  | -1 |
| Serbia      | 1    | 3 | 0 | 1 | 2 | 3  | 7  | -4 |

| Arbitro: | Steven McLean |

|                        |           |                                              |
| Ješič 31’ Ožegović 54’ | Marcatori | 33’ Johannesen 39’ (aut.) Nastić 76’ Fischer |

| Arbitro: | Liran Liany |

|                |           |                    |
| Haller 15’ 65’ | Marcatori | 8’ Hope 28’ Powell |

| Arbitro: | Stavros Tritsonis |

|            |           |             |
| Mandić 39’ | Marcatori | 40+1’ Meïté |

| Arbitro: | Sébastien Delferiere |

|                        |           |  |
| Fischer 13’ Zohore 21’ | Marcatori |  |

| Arbitro: | Kristo Tohver |

|                      |           |  |
| Smith 7’ Hope 9’ 18’ | Marcatori |  |

| Arbitro: | Artur Soares |

|              |           |  |
| Nørgaard 65’ | Marcatori |  |

### Gruppo B
| squadra     | P.ti | G | V | N | P | GF | GS | DR |
| ----------- | ---- | - | - | - | - | -- | -- | -- |
| Paesi Bassi | 7    | 3 | 2 | 1 | 0 | 3  | 0  | +3 |
| Germania    | 4    | 3 | 1 | 1 | 1 | 2  | 3  | -1 |
| Rep. Ceca   | 3    | 3 | 0 | 3 | 0 | 2  | 2  | 0  |
| Romania     | 1    | 3 | 0 | 1 | 2 | 1  | 3  | -2 |

| Arbitro: | Artur Soares |

|  |           |                        |
|  | Marcatori | 50’ Rekik 76’ Ebecilio |

| Arbitro: | Kristo Tohver |

|               |           |                |
| Salašovič 78’ | Marcatori | 52’ Himcinschi |

| Arbitro: | Steven Mclean |

|           |           |           |
| Yeşil 80’ | Marcatori | 12’ Juliš |

| Arbitro: | Liran Liany |

|                        |           |  |
| Trindade de Vilhena 8’ | Marcatori |  |

| Arbitro: | Stavros Tritsonis |

|  |           |           |
|  | Marcatori | 42’ Yeşil |

| Belgrado 9 maggio 2011, ore 13:00 CEST | Paesi Bassi          | 0 – 0 referto | Rep. Ceca | Stadio FK Obilić\| Arbitro: \| Sébastien Delferiere \| |
| Arbitro:                               | Sébastien Delferiere |               |           |                                                        |

## Fase finale
|  | Semifinali  | Semifinali  | Semifinali  |             |          | Finale   | Finale | Finale |  |
|  |             |             |             |             |          |          |        |        |  |
|  | Danimarca   | Danimarca   | 0           |             |          |          |        |        |  |
|  | Danimarca   | Danimarca   | 0           |             |          |          |        |        |  |
|  | Germania    | Germania    | 2           |             |          |          |        |        |  |
|  | Germania    | Germania    | 2           |             | Germania | Germania | 2      |        |  |
|  |             |             |             |             | Germania | Germania | 2      |        |  |
|  |             |             | Paesi Bassi | Paesi Bassi | 5        |          |        |        |  |
|  | Paesi Bassi | Paesi Bassi | Paesi Bassi | Paesi Bassi | 5        | 1        |        |        |  |
|  | Paesi Bassi | Paesi Bassi |             |             |          |          |        |        |  |
|  | Inghilterra | Inghilterra | 0           |             |          |          |        |        |  |

### Semifinali
| Arbitro: | Artur Soares |

|              |           |  |
| Ebecilio 26’ | Marcatori |  |

| Arbitro: | Steven Mclean |

|  |           |                         |
|  | Marcatori | 58’ Ayhan 70’ Quaschner |

### Finale
| Arbitro: | Kristo Tohver |

|                    |           |                                                                |
| Yeşil 8’ Aydin 32’ | Marcatori | 23’ 34’ Trindade de Vilhena 43’ Depay 52’ Kongolo 77’ Ebecilio |

## Classifica marcatori
| Gol |  |  | Giocatore                 | Squadra         |
| --- |  |  | ------------------------- | --------------- |
| 3   |  |  | Samed Yeşil               | Germania        |
| 3   |  |  | Hallam Hope               | Inghilterra     |
| 3   |  |  | Tonny Trindade de Vilhena | Olanda          |
| 3   |  |  | Kyle Ebecilio             | Olanda          |
| 2   |  |  | Sébastien Haller          | Francia         |
| 2   |  |  | Viktor Fischer            | Danimarca       |
| 1   |  |  | Ognjen Ožegović           | Serbia          |
| 1   |  |  | Nikola Mandić             | Serbia          |
| 1   |  |  | Vojno Ješić               | Serbia          |
| 1   |  |  | Nils Quaschner            | Germania        |
| 1   |  |  | Kaan Ayhan                | Germania        |
| 1   |  |  | Lukáš Juliš               | Repubblica Ceca |
| 1   |  |  | Nick Powell               | Inghilterra     |
| 1   |  |  | Fabian Himcinschi         | Romania         |
| 1   |  |  | Soualiho Meïté            | Francia         |
| 1   |  |  | Nikolas Salašovič         | Repubblica Ceca |
| 1   |  |  | Kenneth Zohore            | Danimarca       |
| 1   |  |  | Christian Nørgaard        | Danimarca       |
| 1   |  |  | Memphis Depay             | Olanda          |
| 1   |  |  | Nicolai Johannesen        | Danimarca       |
| 1   |  |  | Terence Kongolo           | Olanda          |
| 1   |  |  | Brad Smith                | Inghilterra     |
| 1   |  |  | Okan Aydin                | Germania        |
| 1   |  |  | Karim Rekik               | Olanda          |